# Pest (ishockey)
Pest är en term inom ishockeyn som beskriver en spelare som har en fysisk spelstil, ofta spelar på eller över gränsen till det tillåtna och försöker få motståndarspelarna ur balans genom agitation och verbala konfrontationer.
En pest är vanligtvis en anfallsspelare som spelar korta byten med hög intensitet och delar ut många tacklingar. Även backar kan spela med inslag av spelstilen, även om det är mer ovanligt. Ett sådant exempel är Darius Kasparaitis. Det är ovanligt att ett lags offensiva stjärnspelare spelar med en pestliknande spelstil, även om det förekommer. Bobby Clarke, lagkapten för Philadelphia Flyers under 1970-talet, uppfyllde flera av kriterierna för en pest samtidigt som han var lagets drivande kraft i det offensiva spelet. Andra offensivt skickliga spelare som har beskrivits som pester är Ted Lindsay, Ken Linseman, Theo Fleury, Pat Verbeek, Dale Hunter, Dino Ciccarelli, Claude Lemieux och Esa Tikkanen.
En äldre pest från 1910-talet var Cully Wilson, Stanley Cup-mästare med både Toronto Blueshirts (1914) och Seattle Metropolitans (1917).

## 1990-talet och 2000-talet
Exempel på pester i NHL under 1990-talet och 2000-talet är spelare som Matthew Barnaby, Ian Laperrière, Jarkko Ruutu, Sean Avery, Matt Cooke, Darcy Tucker, Maxim Lapierre, Alexandre Burrows, Steve Ott och Brad Marchand.
I den svenska Elitserien kan spelare som Emil Kåberg, Per Ledin och Andreas Jämtin nämnas i kategorin pester.